# Psicoanálisis existencial
El psicoanálisis existencial  es una teoría esbozada por Sartre en El ser y la nada. Consiste en explicar lo que es el ser humano a partir de una elección de ser y de relaciones fundamentales, en lugar de recurrir a factores explicativos como la educación, el medio o la constitución fisiológica.
En palabras de Sartre, «es un método destinado a sacar a la luz, con una forma rigurosamente objetiva, la elección subjetiva por la cual cada persona se hace persona, es decir, se hace anunciar lo que ella misma es».

## Antecedentes
Sartre señala que su psicoanálisis surge como respuesta al psicoanálisis literario de Paul Bourget y no del de Sigmund Freud.

## Rudimentos
Sartre parte del principio de que el ser humano es una totalidad y no una colección. El objetivo, entonces, es descifrar los comportamientos empíricos de este, revelar lo que cada uno contiene y fijar dicho contenido conceptualmente. Toma como punto de partida la experiencia, que en todo momento es consciente. Se trata a continuación de comparar, de encontrar la revelación única que todas las conductas expresan de manera diferente.

## Aplicación
No existe una exposición completa del psicoanálisis existencial. Sartre se ocupa únicamente de exponer sus rudimentos. Un tipo de este psicoanálisis sería el que Sartre realiza en su estudio de Gustave Flaubert.